# The Year My Voice Broke
The Year My Voice Broke is een Australische coming of age dramafilm uit 1987,  geschreven en geregisseerd door John Duigan. De hoofdrollen worden vertolkt door Noah Taylor, Loene Carmen en Ben Mendelsohn. De film speelt zich af in 1962 in het landelijke New South Wales en was het eerste deel van een geplande trilogie over de ervaringen van een onhandige Australische jongen, gebaseerd op de jeugd van schrijver/regisseur John Duigan. De film zelf bestaat uit een reeks onderling verbonden segmenten, verteld door Danny, die zich herinnert hoe hij en zijn beste vriendin Freya in de loop van een jaar uit elkaar groeiden. Hoewel de trilogie nooit tot stand kwam, verscheen er in 1991 een vervolg, Flirting. De film won in 1987 de Australian Film Institute Award voor "beste film", een prijs die Flirting in 1990 ook won.

## Verhaal
In 1962, op het Australische platteland in New South Wales, is Danny een tengere, sociaal onhandige 15-jarige jongen die al sinds zijn kinderjaren beste vrienden is met Freya. Freya werd als baby geadopteerd, daardoor is ze het mikpunt van roddels en geruchten over haar mogelijke biologische ouders. De twee brengen hun dagen door in hun favoriete uitgaansplek aan de rand van de stad, waar ze experimenteren met telepathie en hypnose.
Danny krijgt gevoelens voor Freya, maar helaas voor hem voelt Freya zich aangetrokken tot Trevor, een rugbyster op de middelbare school, maar ook een probleemjongere en kleine crimineel die Danny helpt met de pestkoppen op school. Danny sluit met tegenzin vriendschap met Trevor en het trio ontdekt een verlaten huis waarvan wordt beweerd dat het er spookt. De drie tieners brengen een nacht door in het huis, waarbij Trevor en Freya samen slapen, terwijl Danny in een hoekje zit en doet alsof hij slaapt. De volgende dag steelt Trevor een auto voor een ritje. Hij wordt gearresteerd en naar de jeugdgevangenis gestuurd. Tijdens zijn afwezigheid vertelt Freya aan Danny dat ze zwanger is. Danny biedt aan met haar te trouwen en te beweren dat het kind van hem is, maar Freya weigert en zegt dat ze met niemand wil trouwen. 
Ondertussen is Danny geïntrigeerd door een medaillon met de gegraveerde letters "SEA" dat aan Freya is nagelaten door een oudere vriend die onlangs is overleden. Danny duikt in het verleden van de stad en ontdekt een eenzaam kruis op de begraafplaats met die initialen, dat toebehoort aan een zekere "Sara Elizabeth Amery", die enkele dagen na de geboorte van Freya overleed. Navraag bij zijn ouders leert Danny dat Sara jaren geleden bekend stond om haar seksuele promiscuïteit en dat zij Freya's biologische moeder was, die stierf toen ze in haar eentje probeerde te bevallen in het verlaten huis.
Ondertussen ontsnapt Trevor uit zijn cel, steelt opnieuw auto en pleegt een gewapende overval waarbij een winkelbediende ernstig gewond geraakt. Trevor keert terug naar de stad en wordt met Freya herenigd in het verlaten huis, waar hij hoort van haar zwangerschap. Wanneer de politie arriveert helpt Danny Trevor te ontsnappen. De politie rijdt vervolgens Trevors auto van de weg tijdens de achtervolging en Trevor overlijdt de volgende dag. Freya verdwijnt, krijgt later een miskraam en lijdt aan onderkoeling, totdat Danny haar in het verlaten huis vindt en haar naar het ziekenhuis brengt. Aarzelend vertelt Danny haar over de identiteit van haar moeder. Freya realiseert zich welk stigma er nu boven haar hangt en besluit om met de nachttrein te vertrekken. Op het station geeft Danny haar zijn spaargeld zodat ze in haar levensonderhoud kan voorzien en zwaait haar uit. Ze beloven elkaar om vrienden te blijven en contact te houden. Later reist Danny af naar hun favoriete uitgaansplek en kerft de namen van Freya, Trevor en hemzelf in een rots, terwijl zijn volwassen zelf het publiek vertelt dat hij Freya nooit meer heeft teruggezien.

## Rolverdeling
| Acteur            | Personage       |
| ----------------- | --------------- |
| Noah Taylor       | Danny Embling   |
| Loene Carmen      | Freya Olson     |
| Ben Mendelsohn    | Trevor Leishman |
| Graeme Blundell   | Nils Olson      |
| Lynette Curran    | Anne Olson      |
| Anja Coleby       | Gail Olson      |
| Malcolm Robertson | Bruce Embling   |
| Judi Farr         | Sheila Embling  |
| Bruce Spence      | Jonah           |
| Rob Carlton       | Pierdon         |
| Nick Tate         | sergeant Pierce |
| Kevin Manser      | Mr. Keith       |
| Harold Hopkins    | Tom Alcock      |
| Colleen Clifford  | Gran Olson      |
| Malcolm Kennard   | schooljongen    |

## Productie
John Duigan schreef een script gebaseerd op zijn ervaringen op een kostschool medio jaren zestig. Omdat hij de film niet gefinancierd kreeg, schreef hij een prequel, The Year My Voice Broke, gebaseerd op het hoofdpersonage dat opgroeit in een plattelandsstadje. Duigan had met Kennedy Miller Productions samengewerkt aan de miniserie Vietnam en ze kwamen overeen om de film te maken als een van de vier televisiefilms die door het Channel Ten-netwerk besteld waren. Duigan kreeg toestemming om de film op 35 mm te draaien. De film werd opgenomen, maar speelde zich niet af, in Braidwood (New South Wales).

## Prijzen en nominaties
De film werd ingezonden voor de AFI Awards, ondanks protesten dat het een televisiefilm was. De film werd toegelaten omdat Duigan betoogde dat de film was opgenomen op 35 mm en bedoeld was als speelfilm. De film won vijf AFI Awards, wat ertoe leidde dat de film alsnog uitgebracht werd in de bioscoop.
| Jaar | Prijs                                   | Categorie                       | Genomineerde                              | Resultaat   |
| ---- | --------------------------------------- | ------------------------------- | ----------------------------------------- | ----------- |
| 1987 | AACTA Awards                            | Best Film                       | Terry Hayes, Doug Mitchell, George Miller | Gewonnen    |
| 1987 | AACTA Awards                            | Best Direction                  | John Duigan                               | Gewonnen    |
| 1987 | AACTA Awards                            | Best Original Screenplay        | John Duigan                               | Gewonnen    |
| 1987 | AACTA Awards                            | Best Actor in a Supporting Role | Ben Mendelsohn                            | Gewonnen    |
| 1987 | AACTA Awards                            | Members Prize                   | Members Prize                             | Gewonnen    |
| 1987 | AACTA Awards                            | Best Actor in a lead role       | Noah Taylor                               | Genomineerd |
| 1987 | AACTA Awards                            | Best Actress in a lead role     | Loene Carmen                              | Genomineerd |
| 1987 | AACTA Awards                            | Best Achievement in Editing     | Neil Thumpston                            | Genomineerd |
| 1988 | AWGIE Awards                            | Feature Film                    | John Duigan                               | Gewonnen    |
| 1988 | Film Critics Circle of Australia Awards | Best Actor - Male               | Noah Taylor                               | Gewonnen    |